# Pakeha (animal)
Pakeha es un género de arañas araneomorfas de la familia Amaurobiidae. Se encuentra en Nueva Zelanda.

## Especies
Según The World Spider Catalog 12.0:
- Pakeha buechlerae Forster & Wilton, 1973
- Pakeha duplex Forster & Wilton, 1973
- Pakeha hiloa Forster & Wilton, 1973
- Pakeha inornata Forster & Wilton, 1973
- Pakeha insignita Forster & Wilton, 1973
- Pakeha kirki (Hogg, 1909)
- Pakeha lobata Forster & Wilton, 1973
- Pakeha manapouri Forster & Wilton, 1973
- Pakeha maxima Forster & Wilton, 1973
- Pakeha media Forster & Wilton, 1973
- Pakeha minima Forster & Wilton, 1973
- Pakeha paratecta Forster & Wilton, 1973
- Pakeha parrotti Forster & Wilton, 1973
- Pakeha protecta Forster & Wilton, 1973
- Pakeha pula Forster & Wilton, 1973
- Pakeha stewartia Forster & Wilton, 1973
- Pakeha subtecta Forster & Wilton, 1973
- Pakeha tecta Forster & Wilton, 1973